# Elitdomareklubben i fotboll
Elitdomareklubben i fotboll (EDK) är en intresseorganisation för svenska fotbollsdomare som bildades 1977. För att erhålla medlemskap i organisationen måste domaren vara klassificerad att döma i Allsvenskan, Superettan eller vara assisterande FIFA-domare. 2010 har organisationen 33 aktiva, 95 passiva och 11 hedersmedlemmar. Elitdomareklubben i fotboll samarbetar i stor utsträckning med Svenska Fotbollförbundets domareutskott i frågor kring elitdomareskap. Sedan 2009 är 5 av organisationens medlemmar heltidsanställda av Svenska Fotbollförbundet.
Organisationens första ordförande var Lars-Åke Björck, tidigare vice ordförande i UEFA:s domarkommitté. En annan av organisationens ordförande, Bo Karlsson sitter i nuvarande domarkommitté i UEFA.